# Lopez (udde)
Lopez är en udde i Antarktis. Den ligger i Sydshetlandsöarna. Argentina, Chile och Storbritannien gör anspråk på området.
Terrängen inåt land är kuperad söderut, men åt nordost är den platt. Havet är nära Lopez åt nordost. Trakten är glest befolkad. Närmaste befolkade plats är Maldonado Station, 18,2 kilometer norr om Lopez. 